# 경제매거진 M
《경제매거진 M》은 MBC TV에서 2005년 10월 26일부터 2018년 8월 11일까지 방송했던 경제 정보 프로그램이었다.

## 기획 의도
우리 생활에 밀접하게 닿아 있는 경제를 알기 쉽게 설명해주기 위해 기획된 경제 정보 프로그램

## MC
- 1대 이주승, 지영은
- 2대 박선영
- 3대 권재홍
- 4대 차미연
- 5대 최대현, 차미연
- 6대 최대현, 임현주
- 7대 박창현, 김초롱
- 8대 김준상, 이선영
- 9대 박창현, 차미연

## 코너
- 돈이 보인다 : 실생활 필수 소식 중 경제와 관련한 내용을 전문가의 인터뷰를 통해 전달하는 코너다.
- 싸게 알차게~ : 먹을거리와 살림 등 생활 속 고민거리를 해결해주는 다양한 정보를 소개하는 코너다.
- 건강의 경제학 : 질병을 예방과 동시에 효율적인 방법을 소개하는 코너다.
- 비즈니스 & 트렌드 : 자영업자들을 위한 최신 마케팅과 유통가의 숨겨진 이야기를 소개한다.
- Y리포트 : 《불만제로》 축소판으로 소비자들의 제품에 관한 궁금증과 의혹을 해결하는 코너다.

## 지역 방송국 프로그램
| 방송 채널   | 방송 권역                          | 프로그램             | 방송 시간                                 |
| ----------- | ---------------------------------- | -------------------- | ----------------------------------------- |
| 원주MBC     | 강원특별자치도                     | 전국시대 스페셜      | 매주 토요일 오전 8시 10분 ~ 오전 9시      |
| MBC강원영동 | 강원특별자치도                     | 나이야 가라          | 매주 토요일 오전 8시 10분 ~ 오전 9시      |
| 춘천MBC     | 강원특별자치도                     | 살맛나는 세상 스폐셜 | 매주 토요일 오전 8시 10분 ~ 오전 9시      |
| 전주MBC     | 전북특별자치도                     | 전국시대             | 매주 토요일 오전 8시 10분 ~ 오전 9시      |
| 광주MBC     | 광주광역시                         | 세상의 모든 사람     | 매주 토요일 오전 8시 10분 ~ 오전 9시      |
| 목포MBC     | 전라남도                           | MBC TV특강           | 매주 토요일 오전 8시 10분 ~ 오전 9시      |
| 여수MBC     | 전라남도                           | MBC토론 갑론을박     | 매주 토요일 오전 8시 10분 ~ 오전 9시      |
| MBC충북     | 충청북도                           | 고향생각             | 매주 토요일 오전 8시 10분 ~ 오전 9시      |
| 부산MBC     | 부산광역시                         | 살맛나는 세상 스폐셜 | 매주 토요일 오전 8시 10분 ~ 오전 9시      |
| MBC경남     | 경상남도                           | 포커스 인            | 매주 토요일 오전 8시 10분 ~ 오전 9시      |
| 대구MBC     | 대구광역시                         | MBC TV특강 스페셜    | 매주 토요일 오전 8시 10분 ~ 오전 9시      |
| 제주MBC     | 제주특별자치도                     | TV 전국시대 스페셜   | 매주 토요일 오전 8시 10분 ~ 오전 9시      |
| 안동MBC     | 경상북도                           | 경성판타지 스페셜    | 매주 토요일 오전 8시 30분 ~ 오전 9시 30분 |
| 포항MBC     | 경상북도                           | 시시콜콜 택시 스페셜 | 매주 토요일 오전 8시 10분 ~ 오전 8시 50분 |
| 포항MBC     | 경상북도                           | 동네의 발견 스페셜   | 매주 토요일 오전 8시 50분 ~ 오전 9시 45분 |
| 울산MBC     | 울산광역시                         | 전국이 보인다        | 매주 토요일 오전 8시 10분 ~ 오전 8시 50분 |
| 울산MBC     | 울산광역시                         | JUMP 울산            | 매주 토요일 오전 8시 50분 ~ 오전 9시      |
| 대전MBC     | 대전광역시 세종특별자치시 충청남도 | 전국이 보인다        | 매주 토요일 오전 8시 20분 ~ 오전 9시      |

## 경쟁 프로그램
- SBS 생활경제 (SBS TV)